# Dick van Gasteren
Dick van Gasteren is een Nederlandse dirigent.

## Opleiding
Dick van Gasteren studeerde cello bij Anner Bijlsma aan het Koninklijk Conservatorium in Den Haag. Aan de Universiteit Leiden studeerde Van Gasteren kunstgeschiedenis en rechten en hij behaalde in 2003 zijn titel meester in de rechten. 
Hij studeerde orkestdirectie bij Jan Stulen en Bernard Haitink. Van Gasteren was laureaat van de dirigentenmasterclass aan de Accademia Musicale Chigiana in Siena en van de Wiener Meisterkurs. Als assistent van Bernard Haitink leidde hij tijdens het Mahlerfestival het Fernorchester bij het Koninklijk Concertgebouworkest.

## Activiteiten
Dick van Gasteren is dirigent en artistiek leider van het in 2012 opgerichte strijkorkest Ciconia Consort. Met dit orkest nam hij verschillende internationaal geprezen cd’s op voor het label Brilliant Classics, die regelmatig te horen zijn op radiostations als het Australische ABC Classic, de Britse BBC en Nederlandse programma’s als Vrije Geluiden, De Muziekfabriek en Muziekwijzer. Van Gasteren was te zien in twee afleveringen van het televisieprogramma Klokhuis over het beroep dirigent, bij Podium Witteman en op NPO 2 Extra met een live concertregistratie in 2021 door het Ciconia Consort.
Sinds 2014 is Van Gasteren vaste gastdirigent bij El Sistema in Venezuela, waar hij de orkesten Simón Bolívar, Juan José Landaete, Francisco de Miranda en Teresa Carreño dirigeert. Daarnaast is hij docent aan het Conservatorio Itinerante Inocente Carreño de Venezuela en geeft hij masterclasses orkestdirectie aan talentvolle jonge dirigenten van El Sistema.
Van Gasteren dirigeerde onder andere het Limburgs Symfonie Orkest, Noordhollands Philharmonisch Orkest, Nürnberger Symphoniker, Orquesta Filarmonica di Ruse (Bulgaria) en Wiener Klangforum Orchester, alsmede operaproducties aan het Oldenburgisches Staatstheater (Othello, Don Pasquale, Die Fledermaus) en de Koninklijke Schouwburg in Den Haag (Attima, Nederlands-Indische opera van Constant van de Wall).

## Publicaties
- Over jeugdorkesten en de didactiek van het dirigeren, Zutphen: Walburg Pers 2010. ISBN 9789057307034
- Symfonie in Es (1834) van Johannes Josephus Viotta (1814-1859), Den Haag: Deuss Music 2014.
- Ouverture in D (1833) van Johannes Josephus Viotta (1814-1859), Den Haag: Deuss Music 2014.
- La Musica Notturna delle Strade di Madrid van Luigi Boccherini. Persoonlijke getuigenis of sociaal politieke boodschap? Baarn: Prominent 2022. ISBN 978-94-92395-39-9.

## Discografie
- 2018 - French Music for String Orchestra, Label: Brilliant Classics, Cat.Number: 95734, EAN 5028421957340, Artists: Ciconia Consort, Dick van Gasteren conductor, Composers: Arthur Honegger, Camille Saint-Saëns, Charles Koechlin, Guillaume Lekeu, Jacques Castérède.
- 2020 - Ciconia Consort live in concert, Label: Donemus Publishing B.V., Cat.Number: DCV 239, Artists: Hans Colbers Clarinet, Ciconia Consort, Dick van Gasteren conductor, Composers: Willem Mengelberg, Willem van Otterloo.
- 2020 - American Pioneers, Label: Brilliant Classics, Cat.number: 96086, EAN 5028421960869, Artists: Ciconia Consort, Dick van Gasteren conductor, Composers: Georg Antheil, Aaron Copland, Arthur Foote, Charles Ives.
- 2022 - Rheingold, Label: Brilliant Classics, 2022, Cat.number: 96426, EAN 5028421964263, Artists: Ciconia Consort, The Hague String Orchestra, Dick van Gasteren conductor, Karin Strobos mezzo-soprano, Composers: Carl Reinecke, Richard Wagner, Max Bruch, Friedrich Silcher.
- 2023 - Slavic Rhapsody, Label, Brilliant Classics, 2023, Cat.number: 96737, EAN 5028421967370, Artists: Ciconia Consort, The Hague String Orchestra, Dick van Gasteren conductor, Composers: Leoš Janáček, Josef Suk, Bohuslav Martinů, Antonín Leopold Dvořák, Bedřich Smetana.